# نهر أبولوج
نهر أبولوج هو تاسع أكبر نظام نهري في الفلبين من حيث حجم مستجمعات المياه.   تبلغ مساحة الصرف الصحي المقدرة 3,372 كيلومتر مربع (1,302 ميل2) وطول 196 كيلومتر (122 ميل) من منبعها في جبال أباياو في منطقة كورديليرا الإدارية. يقع أكثر من 90٪ من مساحة تصريف النهر في مقاطعة أباياو بينما الباقي، بما في ذلك مصب النهر، يقع في مقاطعة كاجايان.
تُعرف الروافد العليا لنهر أبولوغ، وخاصة منبع نهر كابوغاو، باسم نهر أباياو.